# Iwan Wraczow
Iwan Jakowlewicz Wraczow (ros. Иван Яковлевич Врачёв, ur. 14 kwietnia 1898 w Jekaterynodarze, zm. 1991, 1994 lub 1997 w Moskwie) – rosyjski rewolucjonista, radziecki polityk.

## Życiorys
Pracował od 11 roku życia, w marcu 1917 wstąpił do SDPRR(b), w kwietniu 1917 został powołany do rosyjskiej armii i skierowany do zapasowego pułku w Woroneżu, gdzie został członkiem rady garnizonowej i wkrótce członkiem Rad Delegatów Żołnierskich. Publikował w bolszewickiej gazecie "Woronieżskij raboczij", wszedł w skład kolegium redakcyjnego gazety "Put' żyzni", brał również udział w pracach obwodowego biura rad w Moskwie, w lipcu 1917 był  delegatem woroneskiej organizacji partyjnej na moskiewską obwodową konferencję SDPRR(b), w sierpniu 1917 został członkiem Moskiewskiego Obwodowego Biura Rad. Współpracował m.in. z Andriejem Bubnowem, Nikołajem Murałowem, Walerianem Osińskim-Obolenskim, Janem Rudzutakiem, Leonidem Sieriebriakowem i Warwarą Jakowlewą, na początku października 1917 został kandydatem na członka Moskiewskiego Obwodowego Komitetu Wykonawczego Rad. W październiku 1917 kierował miejskim sztabem Czerwonej Gwardii w Woroneżu, był członkiem "centrum bojowego" przy Woroneskim Komitecie SDPRR(b) i członkiem Woroneskiego Komitetu Wojskowo-Rewolucyjnego. Uczestniczył w rewolucji październikowej w Moskwie, w grudniu 1917 został członkiem Moskiewskiego Obwodowego Komitetu Wykonawczego i członkiem Moskiewskiego Obwodowego Biura SDPRR(b)/RKP(b). Był delegatem guberni woroneskiej na 3 Wszechrosyjski Zjazd Delegatów Chłopskich i 3 Wszechrosyjski Zjazd Delegatów Robotniczych, Chłopskich i Żołnierskich w styczniu 1918, został wybrany członkiem WCIK (był najmłodszym członkiem WCIK), pracował w Sekcji Chłopskiej WCIK, 21 lutego 1918 został zastępcą członka, a 23 lutego 1918 członkiem Rozszerzonego Prezydium WCIK (na wniosek Swierdłowa). W marcu 1918 został członkiem Komisji WCIK i Rady Komisarzy Ludowych RFSRR ds. Przeniesienia Stolicy z Piotrogrodu do Moskwy, w kwietniu 1918 na 4 Nadzwyczajnym Zjeździe Rad głosował za pokojem z Niemcami. W 1918 był członkiem, sekretarzem prezydium i zastępcą przewodniczącego woroneskiego gubernialnego komitetu wykonawczego, od sierpnia 1918 do 1919 wojskowym komisarzem 3 Woroneskiej Dywizji Piechoty i 13 Dywizji Piechoty 8 Armii Frontu Południowego i komisarzem Zarządu Administracyjnego Frontu Południowego.
Od 5 listopada 1919 do 20 marca 1920 był komisarzem 40 Dywizji Piechoty, szefem zarządu politycznego armii, pomocnikiem (zastępcą) dowódcy ds. politycznych Kaukaskiej Armii Pracowniczej, a 1920 tymczasowym p.o. dowódcy tej armii, następnie od 1920 do marca 1921 ponownie zastępcą dowódcy armii ds. politycznych. Od marca 1921 do 1922 był szefem Zarządu Politycznego Frontu Turkiestańskiego, jednocześnie redaktorem gazety frontowej, później dowodził Fergańską Grupą Wojsk, od sierpnia 1922 do lutego 1924 pełnił funkcję szefa Zarządu Politycznego Samodzielnej Armii Kaukaskiej, w grudniu 1922 na 10 Wszechrosyjskim Zjeździe Rad - 1 Wszechzwiązkowym Zjeździe Rad został zastępcą członka nowo utworzonego Centralnego Komitetu Wykonawczego (CIK) ZSRR. Jako delegat na 13 Konferencję Partyjną krytykował Stalina z pozycji trockistowskiej, za co został odsunięty od pracy partyjnej, a w grudniu 1927 podczas rozprawy Stalina z Trockim i jego zwolennikami wykluczony z WKP(b). Później pracował jako instruktor w wołogodzkim gubernialnym związku spółdzielni rolniczych, 1929 zwrócił się do KC WKP(b) z prośbą o przywrócenie członkostwa w partii, które odzyskał w 17 stycznia 1930, jednak w 1936 został ponownie wykluczony z partii za trockizm, aresztowany i zesłany. Od wiosny 1938 pracował w Sierpuchowie, a od 1941 w Moskwie. 
Na własną prośbę w lutym 1945 został skierowany do Armii Czerwonej, walczył w wojnie z Niemcami na Froncie Centralnym, Zachodnim i (od kwietnia 1944) 3 Białoruskim jako szeregowy, następnie podoficer i dowódca oddziału, a w 1945 w wojnie z Japonią na 1 Froncie Dalekowschodnim. Po wojnie pracował w zarządzie kinematografii przy Radzie Komisarzy Ludowych ZSRR. 2 września 1949 został aresztowany jako były trockista, 18 marca 1950 skazany na 25 lat łagru o zaostrzonym rygorze na Dalekiej Północy, 29 sierpnia 1956 postanowieniem komisji Prezydium Rady Najwyższej ZSRR zwolniony.

## Odznaczenia
- Order Wojny Ojczyźnianej II klasy (1985)
- Order Czerwonej Gwiazdy (1944)
- Medal „Za zasługi bojowe”

I medale.